# Catascopus vollenhoveni
Catascopus vollenhoveni is een keversoort uit de familie van de loopkevers (Carabidae). De wetenschappelijke naam van de soort is voor het eerst geldig gepubliceerd in 1872 door Chaudoir.
De soort in vernoemd naar de Nederlandse entomoloog Samuel Constantinus Snellen van Vollenhoven.